# Sara Jovanović
Sara Jovanović (serbiska: Сара Јовановић), född 29 oktober 1993 i Rom, är en italiensk-född serbisk sångerska. Hon kom på tredjeplats i Prvi glas Srbije (likt The Voice). Tillsammans med Nevena Božović och Mirna Radulović (som Jovanović träffade i programmet) är hon medlem i tjejgruppen Moje 3. Tillsammans representerade de Serbien i Eurovision Song Contest 2013 i Malmö med bidraget "Ljubav je svuda". De deltog i den första semifinalen den 14 maj. Dock lyckades de inte att ta sig till finalen den 18 maj.